# Déclaration d'échanges de biens
 (mai 2012).
Si vous disposez d'ouvrages ou d'articles de référence ou si vous connaissez des sites web de qualité traitant du thème abordé ici, merci de compléter l'article en donnant les références utiles à sa vérifiabilité et en les liant à la section « Notes et références ».
 (mai 2012).
Pour les articles homonymes, voir DEB.
La déclaration d'échanges de biens (DEB) est un document douanier communautaire, destinée à informer la Douane Française des échanges de biens intracommunautaires (dans l'espace de l'Union Européenne). Cette déclaration permet à la douane d'établir les statistiques du Commerce Extérieur (entre les introductions / expéditions), de veiller au respect des règles concernant la TVA et de lutter contre les trafics frauduleux. Cette déclaration est mensuelle.
C'est le flux physique (marchandises, matières premières...) qui détermine l'existence d'une DEB et non les flux financiers (paiements) ou l'émission de factures.
Pour les échanges de services, la déclaration équivalente est la Déclaration européenne de services (DES),.

## Distinctions introduction/expédition et  import/export
Les termes Exportation et Importation ne se référent qu'aux échanges extra-communautaires.
- Introduction : Arrivée de marchandises communautaires sur le territoire national.
- Expédition : envoi de marchandises dans un pays de l'Union Européenne.

## À l'introduction des marchandises
À l'introduction, une DEB doit être déposée dans l'un des deux cas suivants : 
- au cours de l'année civile précédente, des introductions ont été effectuées pour un montant supérieur ou égal à 460 000 euros ; une DEB est alors exigible dès le premier mois de l'année civile en cours ;

- au cours de l'année civile précédente, des introductions ont été effectuées pour un montant inférieur à 460 000 euros, mais ce seuil est franchi en cours d'année : une DEB est alors exigible dès le mois de franchissement.

De façon analogue, si l'entreprise concernée vient d'être créée, ou s'il s'agit de son premier échange de marchandises avec un autre État-membre, il n'y a pas de déclaration d'introduction à fournir, tant que les introductions cumulées n'atteignent pas le seuil de 460 000 euros. Ce seuil franchi, la déclaration doit être établie.

## À l'expédition des marchandises
À l'expédition des marchandises la déclaration doit être établie dès le premier euro si l'expédition est supérieur à l'introduction.

## Contenu de la DEB
La déclaration contient notamment les éléments suivants :
- Nomenclature du produit selon la nomenclature NC8[3],
- Poids des marchandises,
- Valeur fiscale,
- Achat ou Vente,
- Pays de Provenance ou Destination,
- Numéro de TVA intracommunautaire de l'acquéreur,
- Le pays d'origine.

La déclaration peut être établi soit sous format papier, soit sur le site des Douanes, soit via un logiciel dédié.
Manuel d'utilisation 